# Jacobo Palm
Jacobo Palm (Curaçao, 28 november 1887 – aldaar, 1 juli 1982) was een musicus en componist.

## Biografie
Jacobo Palm werd op 28 november 1887 geboren op Curaçao en was een meervoudig instrumentalist; hij speelde piano, orgel, klarinet, fluit en viool. Op zevenjarige leeftijd begon hij met het nemen van muzieklessen bij zijn grootvader Jan Gerard Palm. Jacobo Palm was meer dan 50 jaar (1914-1968) organist van de prokathedraal Sint-Anna op Curaçao. Ook was hij gedurende vele jaren concertmeester van het Curaçaosch Philharmonisch Orkest en gedurende 12 jaar lid van het Curaçaos strijkkwartet, waarin hij viola speelde. Palm heeft als concertpianist verschillende bekende violisten waaronder Dalman uit Argentinië, Del Orbe uit Santo Domingo, Luis Palma en de cellist Bogumil Sykora begeleid. Voor zijn werk kreeg hij verschillende prijzen en erkenningen, waaronder de eremedaille Pro Ecclesia et Pontifice (1933), Ridder in de orde van de Heilige Silvester (1957), de Cola Debrotprijs (1981) en in 1982 Officier in de Orde van Oranje-Nassau. In datzelfde jaar werd een buste van hem onthuld. Deze is tentoongesteld in het Curaçaosch Museum.

## Composities
Jacobo Palm maakte ook naam als componist. Behalve talrijke walsen, danza's, mazurka's, polka's, tumba's, tango's, pasillo's en marsen heeft hij ook kerkliederen en profane liederen gecomponeerd. In 1981 werd een groot deel van zijn partituren in Obras de Jacobo Palm, album para piano met hulp van het Prins Bernhard Cultuurfonds uitgegeven. Deze muziekbundel bevat 66 van zijn composities. Zijn composities verraden een grondige kennis van de klassieke muziek en een fijn gevoel voor het polyritmisch karakter van de Curaçaose muziek. Zijn pasillo's Inocencia en Ecos de Alma behoren tot de fraaiste composities die Curaçao heeft voortgebracht. Tot op de dag van vandaag zijn op de Nederlandse Antillen en Aruba verschillende van de door hem gecomponeerde muziekstukken populair.